# Tédio

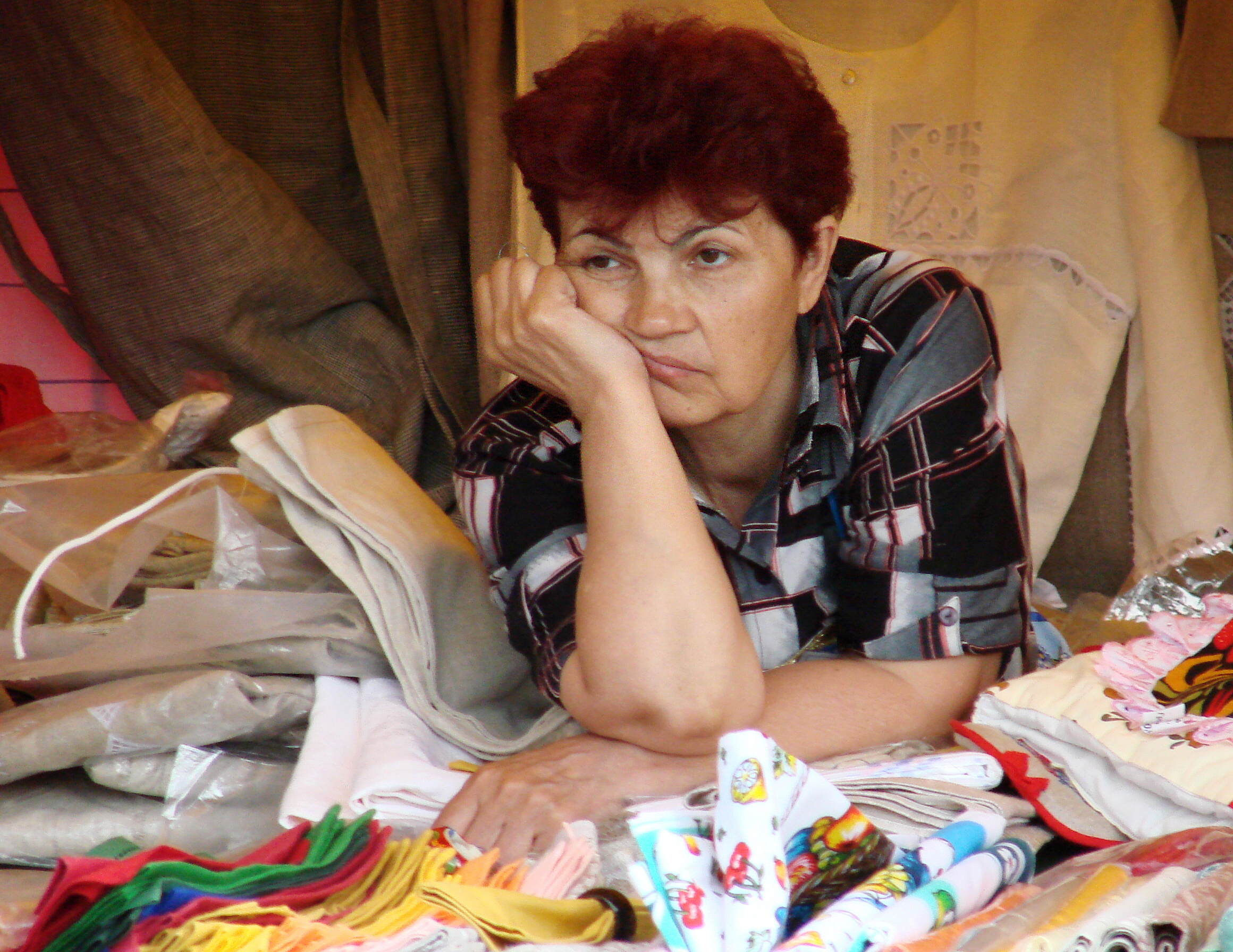
Uma vendedora de souvenirs parece entediada enquanto espera pelos clientes

No uso convencional, o tédio é um estado emocional e ocasionalmente psicológico experimentado quando um indivíduo é deixado sem nada em particular para fazer, não está interessado em seus arredores ou sente que um dia ou período é monótono ou tedioso. Também é entendido pelos estudiosos como um fenômeno moderno que possui uma dimensão cultural. “Não existe uma definição universalmente aceita de tédio. Mas seja o que for, argumentam os pesquisadores, não é simplesmente outro nome para depressão ou apatia. Parece ser um estado mental específico que as pessoas acham desagradável – uma falta de estímulo que as deixa ansiando por alívio, com uma série de consequências comportamentais, médicas e sociais." De acordo com a BBC News, o tédio "...pode ser um estado de espírito perigoso e perturbador que prejudica sua saúde"; ainda pesquisas "...sugerem que sem tédio não poderíamos alcançar nossos feitos criativos".
Em Experiência Sem Qualidades: Tédio e Modernidade, Elizabeth Goodstein traça o discurso moderno sobre o tédio através de textos literários, filosóficos e sociológicos para descobrir que como "um fenômeno articulado discursivamente [...] o tédio é, ao mesmo tempo objetivo e subjetivo, emoção e intelectualização — não apenas uma resposta ao mundo moderno, mas também uma estratégia historicamente constituída para lidar com seus descontentamentos." Em ambas as concepções, o tédio tem a ver fundamentalmente com uma experiência de tempo – como experimentar a lentidão do tempo – e problemas de significado.

## Psicologia

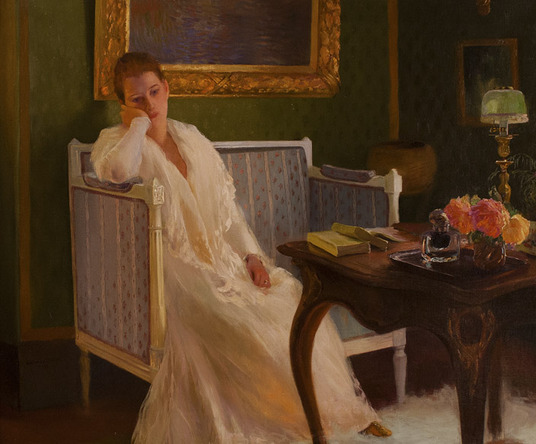
Tédio por Gaston de La Touche, 1893

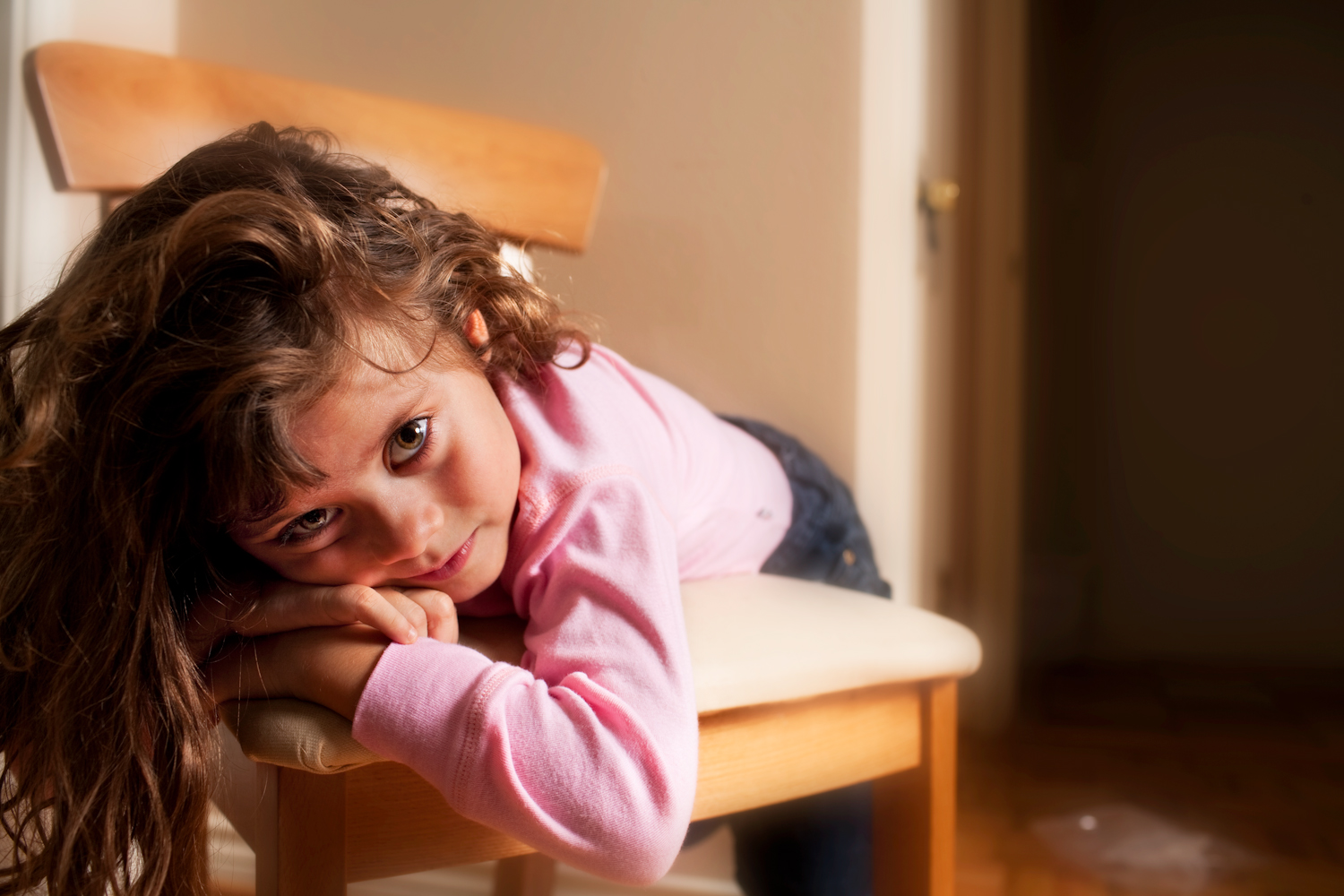
Uma garota aparentemente entediada

Diferentes estudiosos usam diferentes definições de tédio, o que complica a pesquisa. O tédio foi definido por Cynthia D. Fisher em termos de seus principais processos psicológicos centrais: "um estado afetivo desagradável e transitório no qual o indivíduo sente uma falta de interesse generalizada e dificuldade em se concentrar na atividade atual." Mark Leary et al. descrevem o tédio como "uma experiência afetiva associada a processos cognitivos de atenção." Robert Plutchik caracterizou o tédio como uma forma leve de desgosto. Na psicologia positiva, o tédio é descrito como uma resposta a um desafio moderado para o qual o sujeito tem habilidade mais do que suficiente.
Existem três tipos de tédio, todos envolvendo problemas de engajamento da atenção. Isso inclui momentos em que os humanos são impedidos de se envolver em atividades desejadas, quando os humanos são forçados a se envolver em atividades indesejadas ou quando as pessoas simplesmente não conseguem, por algum outro motivo, manter o envolvimento em uma atividade. A propensão ao tédio é uma tendência a sentir tédio de todos os tipos. Isso é normalmente avaliado pela Escala de Propensão ao Tédio. Pesquisas recentes descobriram que a propensão ao tédio está clara e consistentemente associada a falhas de atenção. O tédio e sua propensão estão teoricamente e empiricamente ligados à depressão e sintomas semelhantes. No entanto, descobriu-se que a propensão ao tédio está tão fortemente correlacionada com lapsos de atenção quanto com a depressão. Embora o tédio seja frequentemente visto como um irritante trivial e leve, a propensão ao tédio tem sido associada a uma gama muito diversificada de possíveis problemas psicológicos, físicos, educacionais e sociais.
A distração é quando uma pessoa mostra um comportamento desatento ou esquecido. A distração é uma condição mental na qual o sujeito experimenta baixos níveis de atenção e distração frequente. A distração não é uma condição diagnosticada, mas sim um sintoma de tédio e sonolência que as pessoas experimentam em suas vidas diárias. As pessoas que estão distraídas tendem a mostrar sinais de lapso de memória e memória fraca de eventos ocorridos recentemente. Isso geralmente pode ser resultado de uma variedade de outras condições frequentemente diagnosticadas por médicos, como transtorno do déficit de atenção e hiperatividade e depressão. Além da distração que leva a uma série de consequências que afetam a vida cotidiana, pode ter problemas mais graves e de longo prazo.